# Phan Rang-Thap Cham

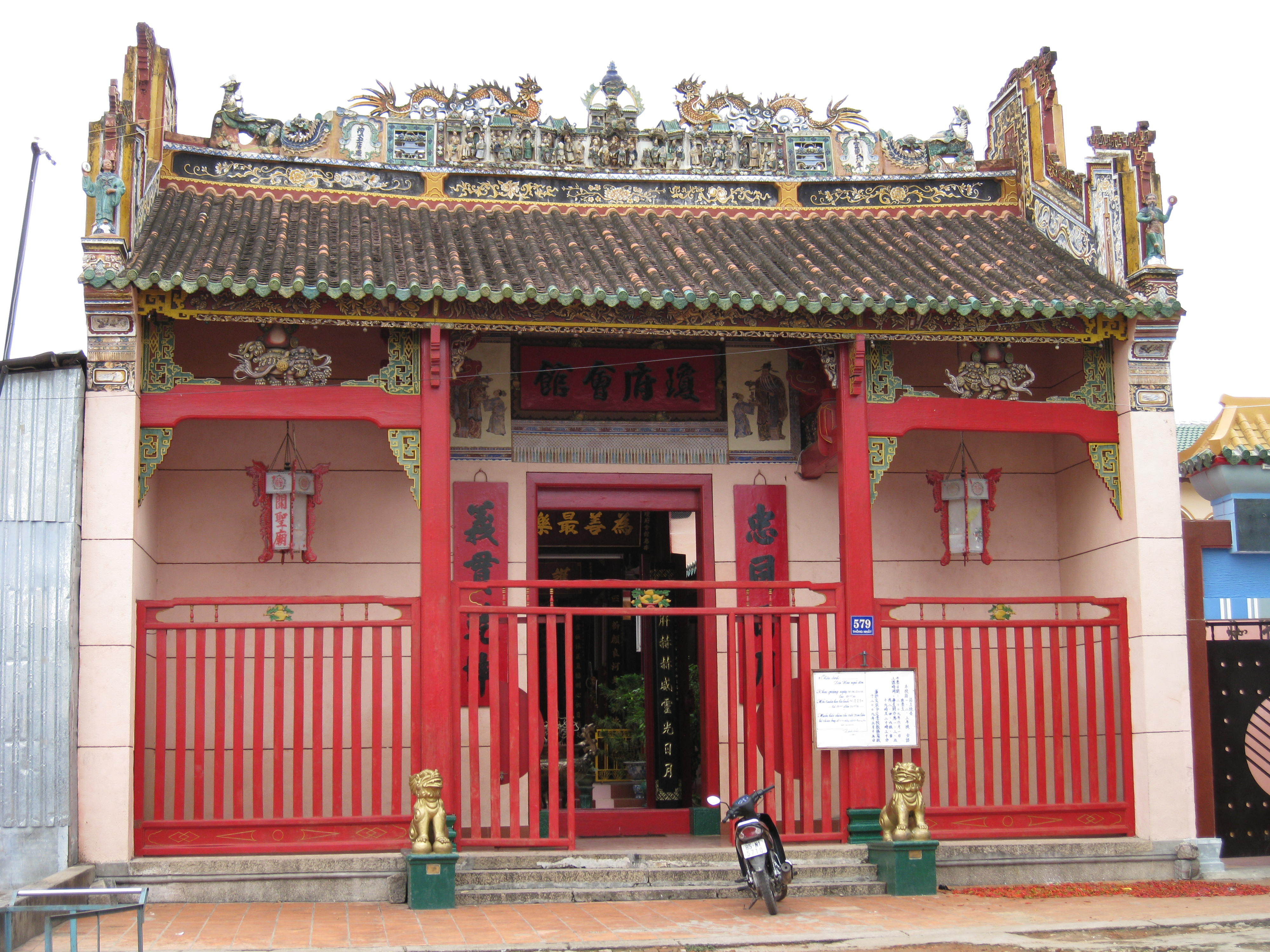
Tempel i Phan Rang-Thap Cham.

Phang Rang-Thap Cham (på vietnamesiska Phan Rang-Tháp Chàm, Cham-språk: Panduranga) är en stad i Vietnam och är huvudstad i provinsen Ninh Thuan. Folkmängden uppgick till 161 730 invånare vid folkräkningen 2009, varav 152 906 invånare bodde i själva centralorten.